# Creully sur Seulles
Creully sur Seulles è un comune francese di nuova costituzione in Normandia, dipartimento del Calvados, arrondissement di Bayeux, costituito il 1º gennaio 2017 con la fusione dei  comuni di Creully, Saint-Gabriel-Brécy e Villiers-le-Sec, del quale sono costituiti comuni delegati, fino alla loro soppressione, avvenuta il 1º giugno 2020.